# Deathhammer
Deathhammer è l'ottavo album discografico del gruppo musicale olandese Asphyx. È stato pubblicato nel 2012 dalla Century Media Records.

## Tracce
1. Into the Timewastes – 3:39
2. Deathhammer – 2:25
3. Minefield – 7:25
4. Of Days When Blades Turned Blunt – 3:21
5. Der Landser – 6:52
6. Reign of the Brute – 2:58
7. The Flood – 3:03
8. We Doom You to Death – 6:54
9. Vespa Crabro – 2:49
10. As the Magma Mammoth Rises – 7:50

Durata totale: 47:16

## Formazione
- Martin van Drunen - voce
- Paul Baayens - chitarra
- Alwin Zuur - basso
- Bob Bagchus - batteria